# Cariba Heine
Cariba Heine (Johannesburg, 1 de outubro de 1988) é uma atriz sul-africana, mais conhecida por interpretar Rikki Chadwick na série de televisão H2O: Just Add Water.

## Filmografia
| Ano       | Titulo                                          | Papel                |
| --------- | ----------------------------------------------- | -------------------- |
| 2003      | Ballistic Sessions                              | Amanda               |
| 2005      | Strictly Dancing                                | Ela mesma            |
| 2006–2010 | H2O: Just Add Water                             | Drica/Rikki Chadwick |
| 2007      | Stupid, Stupid Man                              | Mindy                |
| 2008      | Blue Water High                                 | Bridget Sanchez      |
| 2009      | The Pacific                                     | Phyllis              |
| 2009      | A Model Daughter: The Killing of Caroline Byrne | Caroline Byrne       |
| 2009      | At The Tattooist                                | Alex                 |
| 2010–2013 | Dance Academy                                   | Isabelle             |
| 2010–2013 | The Future Machine                              | Kate Hill            |
| 2011      | Blood Brothers                                  | Ellie Carter         |
| 2012      | Bait 3D                                         | Heather              |
| 2012      | Howzat! Kerry Packer's War                      | Delvene Delaney      |
| 2016      | Mako Mermaids                                   | Drica/Rikki Chadwick |
| 2016      | How'd I Get In This Field                       | Ashley               |
| 2016      | Rough Sweat                                     | June                 |
| 2017      | Designated Survivor                             | Peyton Lane          |
| 2018      | Home and Away                                   | Ebony Harding        |